# Île Phénix
LÎle Phénix, (chinois : 凤凰岛 ; pinyin : fènghuáng dǎo, également appelée « Dubaî de Chine » est une île artificielle situé à Sanya, au Sud de l'île et province de Hainan, en Chine. Elle est constituée de plusieurs tours de luxe, conçues par le cabinet d'architecture MAD Studio, pour un investissement total de 3 milliards de yuans, soit environ 464 millions de dollars.

## Description
L'île est située dans la partie sud-est de la baie de Sanya. L’île orientale, la plus proche du rivage est achevée. L’île occidentale est toujours en construction. L’île orientale mesure 1 250 mètres de long par 350 mètres de large et couvre une superficie totale de 393 825 mètres carrés (39,3 ha). Elle est reliée à la rive par un pont de 395 mètres. L’île occidentale est similaire en taille et en forme, et est reliée à l’île orientale par une courte et étroite bande de terre. Le concept original et le plan directeur de l’île ont été développés par Leisure Quest International, LLC. 

## Développement
Le projet a été développé par Leisure Quest International LLC. Le développement de la conception du projet a été entrepris par le cabinet d’architectes de Beijing MAD Studio, qui a remporté le contrat en 2007, l’investissement total dans le projet dépasse 3 milliards de RMB (environ 464 millions de dollars). 
Les prix des unités résidentielles sur l’île varient de 50 000 RMB à 100 000 RMB par mètre carré (environ 7 700 $ à 15 400 $ US), comparables aux propriétés haut de gamme à Pékin et à Shanghai. 
Des images Google Earth datées du 21 février 2020 montrent que l’île occidentale non achevée est utilisée par la Garde côtière chinoise comme amarrage pour certains de ses navires de patrouille océanique. 

## Images satellite
Les images satellite montrent que l'île occidentale a finalement été détruite entre 2021 et 2022, comme indiqué dans certains médias chinois. 